# Citronellol
Citronellol, také nazývaný dihydrogeraniol, je organická sloučenina patřící mezi acyklické izoprenoidy. Vytváří dva enantiomery, (+)- a (−)-citronellol, které se oba vyskytují v přírodě, (+)-izomer je častější a vyskytuje se například v citronelovém a růžovém oleji.

## Příprava
Citronellol lze připravit hydrogenací geraniolu nebo nerolu.

## Použití
Citronellol se používá jako přísada do parfémů a repelentů a jako látka přitahující roztoče. Citronellol působí na komáry na menší vzdálenosti jako repelent, s rostoucí vzdáleností se ovšem jeho účinnost rychle snižuje. V komplexu s β-cyklodextrinem jeho ochranná funkce přetrvává průměrně 90 minut.
Citronellol je surovinou na výrobu růžového oxidu.